# Hulín
Hulín (deutsch Hullein) ist eine Stadt in Tschechien. Sie liegt sechs Kilometer nordöstlich von Kroměříž in der Hanna und gehört zum Okres Kroměříž.

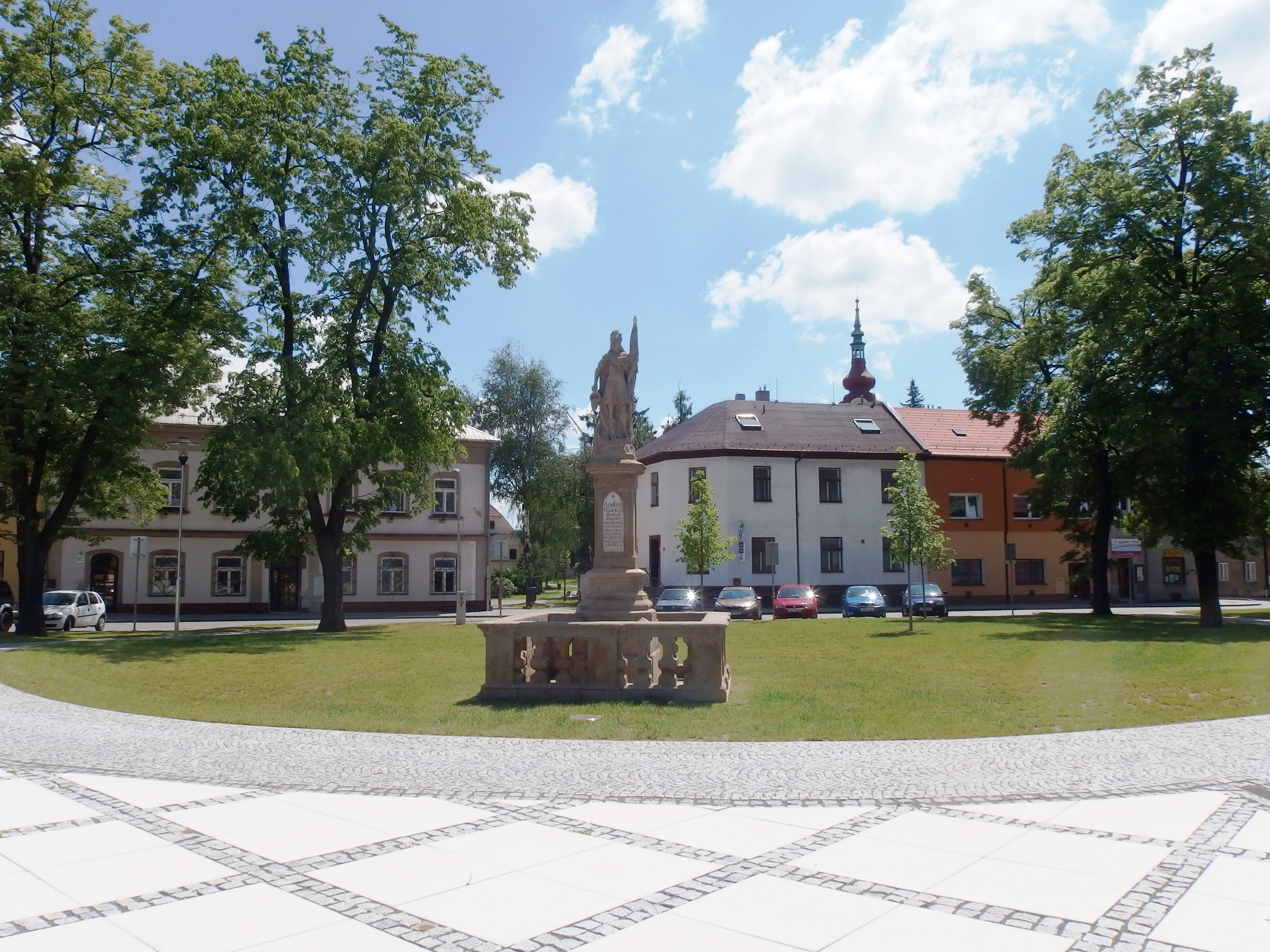
Friedensplatz mit heiligem Florian

## Geographie
Hulín befindet sich am Fluss Rusava, der südlich der Stadt bei Záhlinice große Fischteiche speist und dann in die March einmündet.
Durch die Stadt führt die Staatsstraße 55 zwischen Přerov und Otrokovice, von der die 47 nach Kroměříž und die 432 nach Holešov abzweigen. Hulin ist Kreuzungspunkt der Eisenbahnstrecken von Přerov nach Otrokovice und von Kojetín nach Valašské Meziříčí. Hulín wird Endpunkt der im Bau befindlichen Autobahn D 47.
Nachbarorte sind Břest im Norden, Pravčice im Nordosten, Třebětice im Osten, Kamenický Mlýn und Ludslavice im Südosten, Kurovice, Chrášťany und Záhlinice im Süden, Dolní Zahrady im Südwesten, Bílany und Kroměříž im Westen sowie Skaštice im Nordwesten.

## Geschichte
Die erste urkundliche Erwähnung von Hulín stammt aus dem Jahre 1224. 1261 überließ Ottokar I. Přemysl den Ort dem Olmützer Bischof Bruno von Schauenburg. Es wird angenommen, dass die Stadtrechte unter dessen Nachfolger Theoderich von Neuhaus verliehen wurden.
Hulín war ein Ackerbürgerstädtchen, das größtenteils aus Holzhäusern bestand und mehrfach von Stadtbränden heimgesucht wurde. Zentrum der Stadt bildete der Markt mit dem darauf befindlichen hölzernen Rathaus. Im 18. Jahrhundert zerstörte ein Brand die Kirche, die Pfarre brannte im darauf folgenden Jahrhundert nieder und 1852 vernichtete ein Feuer das Rathaus. Mit dem Bau der Eisenbahn erhielt die Stadt in den 1840er Jahren einen Aufschwung und es siedelte sich Industrie an. 1930 hatte die Stadt 4205 Einwohner, die größtenteils Tschechen waren. Bei den nicht realisierten Plänen für den Donau-Oder-Kanal aus dem Jahre 1938 war bei Hullein die Errichtung einer Hafenanlage vorgesehen.

## Ortsgliederung
Die Stadt Hulín besteht aus den Ortsteilen Chrášťany (Chrastian), Hulín (Hullein) und Záhlinice (Sachlinitz).

## Sehenswürdigkeiten
- Pfarrkirche St. Wenzel, Barockbau aus dem 18. Jahrhundert mit erhaltenem romanischen Portal

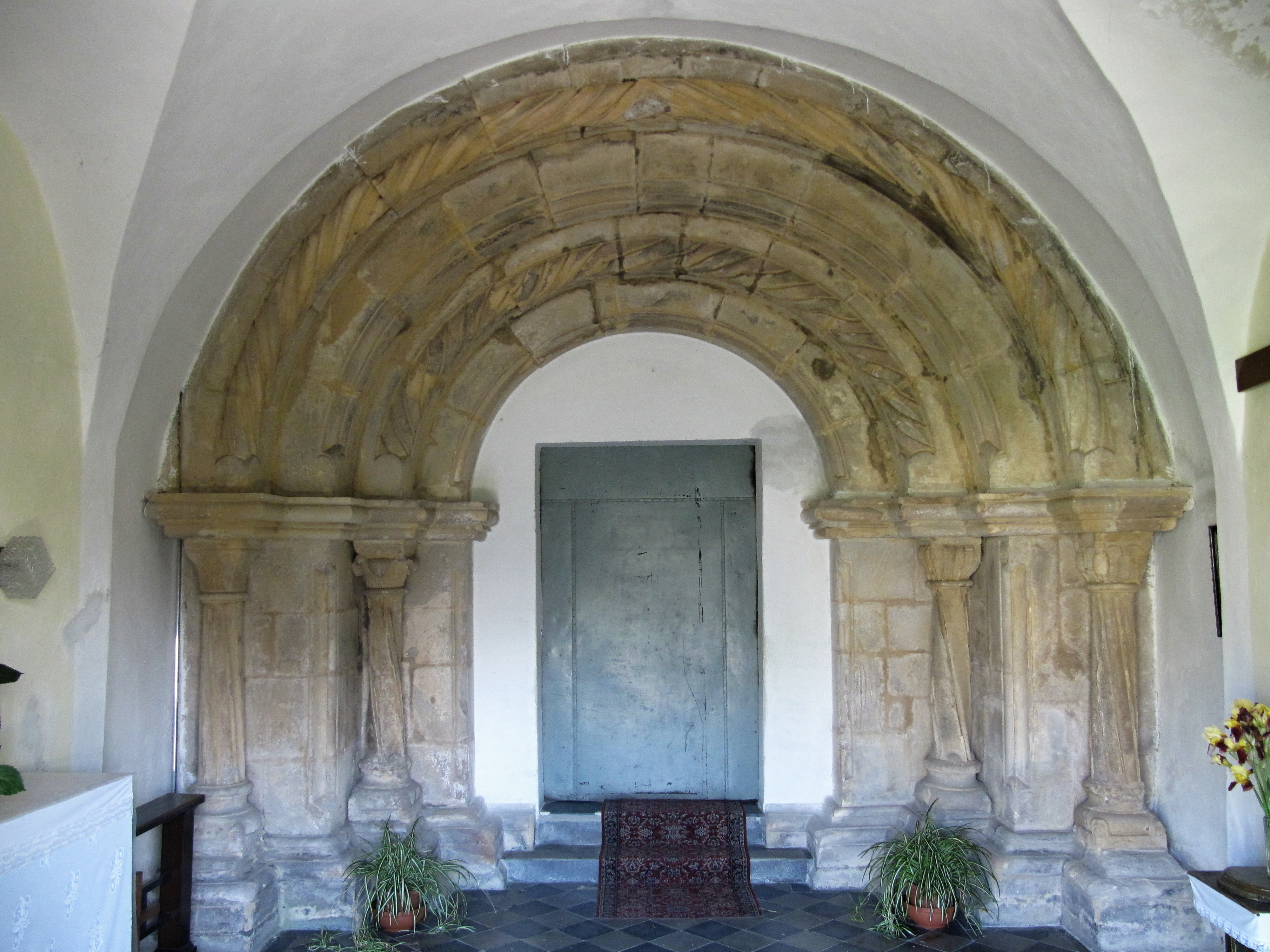
Romanisches Portal der Kirche